# Bruno Meneghel
Bruno Meneghel est un footballeur brésilien né le 3 juin 1987 à Vitória, au Brésil. Il évoluait au poste d'attaquant et a commencé sa carrière professionnelle en 2005, avec le club de Vasco da Gama, où il a joué jusqu'en 2008. Par la suite, il a évolué dans plusieurs clubs brésiliens avant de poursuivre sa carrière en Asie, notamment en Chine et au Japon. Meneghel a pris sa retraite du football professionnel en 2018, à 31 ans.

## Débuts de carrière
Formé au sein du club de Vasco da Gama, Meneghel a intégré l'équipe première en 2005. Durant ses premières années professionnelles, il a été prêté au Bréscia en 2007, où il a marqué 8 buts en 9 apparitions. Après son retour, il a quitté Vasco da Gama en 2008 pour rejoindre Bahia, puis a continué son parcours dans divers clubs brésiliens, dont Goiás, Náutico et América Mineiro.

## Fin de carrière
En 2012, Meneghel a entamé une aventure internationale en signant avec le club chinois de Qingdao Jonoon. Il a ensuite joué pour Dalian Aerbin en Chine, puis pour Cerezo Osaka au Japon en 2016. Après un bref retour en Chine avec Changchun Yatai, il est retourné au Japon pour évoluer avec Albirex Niigata en 2018. C'est au cours de cette année qu'il a décidé de mettre un terme à sa carrière professionnelle.